# Diary of a Wimpy Kid: Rodrick Rules
Diary of a Wimpy Kid: Rodrick Rules is een Amerikaanse speelfilm. De film ging in de Verenigde Staten in première op 25 maart 2011. De film is gebaseerd op het boek Het leven van een loser: vette pech! van Jeff Kinney.

## Verhaal
De film begint in een rollerskatebaan. Greg (Zachary Gordon) en Rowley (Robert Capron) zien een nieuw meisje genaamd Holly Hills (Peyton Roi List). Greg wordt verliefd op haar en wil haar meevragen tijdens het stelletjesskaten. Maar zijn broer Rodrick Devon Bostick verpest het door heavymetalmuziek op te zetten en dan roept zijn moeder (Rachael Harris) hem op via de luidspreker. Hij valt na afloop in een taart van een klein meisje.
Op de ochtend van de eerste schooldag krijgen de twee van hun moeder een preek over hoe broers er voor elkaar zijn en vertelt ze hen over een nieuw project genaamd "Mom Bucks". Telkens als ze een uur zonder ruzie doorbrengen krijgen ze een "Mom Buck". Die kunnen ze verzilveren voor echt geld.
Greg wil op school naast Holly gaan zitten, maar daar gaat Patty Farrell (Laine MacNeil) al zitten. De leraar wil het oplossen, maar als Greg zijn naam noemt, zet hij hem voorin, omdat hij denkt omdat hij net zo is als Rodrick.
Op het nieuws is dat er in de stad een talentenjacht is en Rodrick wil meedoen met zijn band "Löded Diper" en Rowley wil met Greg een goochelnummer doen. Maar die wil niet meedoen omdat het vernederend is. Greg en Rowley maken een grappig YouTube-filmpje, maar Rowley raakt erbij gewond en Gregs moeder laat hem zweren dat hij voortaan eerlijk is, maar dat pakt niet goed uit.
Als hun ouders weg zijn met Manny geeft Rodrick een feest en sluit hij Greg op in de kelder met Rowley, maar Greg dreigt hun moeder te bellen. Rowley zorgt ironisch genoeg ervoor dat het feest heel cool is. Na afloop moeten de jongens snel alles opruimen en verwisselen de badkamerdeur omdat iemand erop had geschreven. Als hun ouders thuiskomen lijkt het alsof er niets is gebeurd en er ontstaat een band tussen de twee.
Greg besluit te doen als Chirag (Karan Brar), omdat hij ziet dat hij nooit iets met Holly krijgt. Dat weekend komt Rowley logeren en komt Bill (Fran Kranz), de gitarist van "Löded Diper" eten. Greg en Rowley kijken naar een horrorfilm en schrikken dan behoorlijk van Manny, omdat ze denken dat het een levende voet uit de film is. Rowley moet weer naar huis en de logeerpartij is voorbij.
Suzan komt achter de waarheid over het feest, maar sluit een deal met Greg. Rodrick weet van niets en geeft hem tips over een "makkelijk leven" en leent hem een werkstuk voor school, maar het blijkt vol met onzin te staan.
Op een dag krijgt Greg een briefje van Holly. Er staat in dat ze hem verwacht in een lokaal. Als Greg daar aankomt en haar aanraakt blijkt het Chirag met een pruik te zijn. Hij rent weg en Holly verwart hem met Fregley. Die avond gaan Greg en Rodrick naar een parkeerplaats en leggen plakjes nepkots op auto's. Een blijkt van Coach Mallone te zijn (Andrew McNee), Gregs gymleraar. Hij achtervolgt hen tot het winkelcentrum, waar ze ontkomen.
Thuisgekomen laat hun vader (Steve Zahn) foto's zien aan de redacteuren van de plaatselijke krant, waar hun moeder een column in schrijft. Maar het zijn de foto's van het feest. Er ontstaat een discussie tussen de aanwezigen en de redacteuren vertrekken. Als straf krijgt Greg twee weken huisarrest en in die tijd mag hij ook geen videogames spelen. Rodrick krijgt als straf een maand huisarrest en hij mag niet meedoen aan de talentenjacht.
De twee logeren een weekend bij hun opa (Terence Kelley) in zijn bejaardentehuis en Greg komt daar Holly tegen. Ze beginnen een gesprek over broers en zussen en hoe erg ze zijn. De volgende morgen wordt Greg wakker en ziet dat Rodrick in zijn dagboek leest. Rodrick roept dat hij dit aan Holly laat zien en Greg achtervolgt Rodrick door het gebouw. In de lobby pakt hij zijn dagboek terug en komt terecht in de damestoiletten. Hij ontsnapt eruit en in het appartement van zijn opa ziet hij Rodrick met een videoband van de beveiligingscamera.
Op de avond van de talentenjacht krijgt de assistent van Rowley plankenkoorts en sluit zich op in de wc. In de zaal ziet Rodrick zijn bandleden die zonder hem optreden. Greg zegt tegen zijn moeder dat hij Rowley helpt met het goochelnummer als Rodrick mag meespelen. Zijn moeder zegt ja. Het goochelnummer blijkt een groot succes en na afloop zegt Holly dat ze geweldig waren. Als Löded Diper optreedt, begint Gregs moeder te dansen, waardoor het publiek gek wordt. De film eindigt als Rodrick de videoband aan Greg geeft en hem afzet bij school.

## Rolverdeling
| Acteur                 | Personage        | Opmerkingen                    |
| ---------------------- | ---------------- | ------------------------------ |
| Zachary Gordon         | Greg Heffley     | leerling                       |
| Robert Capron          | Rowley Jefferson | leerling en Gregs beste vriend |
| Devon Bostick          | Rodrick Heffley  | Greg's grote broer             |
| Peyton R. List         | Holly Hills      | leerling                       |
| Rachael Harris         | Suzan Heffley    |                                |
| Steve Zahn             | Frank Heffley    |                                |
| Laine MacNeil          | Patty Farrell    |                                |
| Conor en Owen Fielding | Manny Heffley    |                                |